# Peter Alfred Cox
Peter Alfred Cox (1934 ) es un botánico, y horticultor escocés, figura líder en el mundo de los rododendros.

## Algunas publicaciones

### Libros
- 1997. The encyclopedia of rhododendron species. Con Kenneth N.E. Cox. Ed. Glendoick Pub. 396 pp.

- 1995. Cox's Guide to Choosing Rhododendrons. Con Kenneth N.E. Cox. Ed. ilustrada, de Timber Press, 176 pp. ISBN 0881923230, ISBN 9780881923230

- 1993. The cultivation of rhododendrons. Ed. Batsford. 288 pp. ISBN 0713456302

- 1990. The larger rhododendron species. Ed. Batsford. 389 pp. ISBN 0713466359

- --------------, kenneth nicolas evan Cox. 1990. Cox's guide to choosing rhododendrons. Ed. Timber Press. 176 pp. ISBN 0881921815

- --------------, --------------. 1988. Encyclopedia of rhododendron hybrids. Ed. Timber Press. 318 pp. ISBN 0881921084

- 1985. The smaller rhododendrons. Ed. Timber Press. 271 pp. ISBN 0881920142

- 1979. The larger species of rhododendron. Ed. Batsford. 352 pp. ISBN 0713417471

- 1973. Dwarf rhododendrons. Batsford books on horticulture. Ed. Royal Horticultural Society. 296 pp. ISBN 0713404043

- 1972. Rhododendrons. Nº 2 de Wisley handbooks. Ed. Royal Horticultural Society. 49 pp.

- Euan Hillhouse Methven Cox, peter alfred Cox. 1958. Modern shrubs. Ed. Nelson. 215 pp.

- ------------, ------------. 1956. Modern rhododendrons. Ed. Thomas Nelson & Sons. 193 pp.